# غريس باس
غريس باس (بالإنجليزية: Gries Pass)‏ هو أحد جبال سلسلة جبال الألب ليبونتيني/الألب وجزء من القمة الأم يقع في  سويسرا و إيطاليا. يبلغ ارتفاع الجبل حوالي 2469 متر، بينما يبلغ ارتفاع نتوء الجبل متر.